# S.P.C. Bendtsen
Simon Peter Christian Bendtsen (født 3. april 1842 i Hillerød, død 21. april 1912 i Hillerød) var en dansk arkitekt. Han var udlært som tømrer, gik på Kunstakademiet 1860-1872 og virkede som arkitekt i Hillerød.
Han har tegnet Pårup Station, samt de oprindelige stationer på Frederikssundbanen.